# Protanilla
Protanilla is een geslacht van mieren uit de onderfamilie Leptanillinae.

## Soorten
- P. bicolor Xu, 2002
- P. concolor Xu, 2002
- P. gengma Xu, 2012
- P. lini Terayama, 2009
- P. rafflesi Taylor, 1990
- P. schoedli Baroni Urbani & De Andrade, 2006
- P. tibeta Xu, 2012